# Николаев, Иван Иванович (инженер)
Иван Иванович Николаев (1893—1964) — советский инженер-железнодорожник, член-корреспондент АН СССР (1953).

## Биография
Иван Николаев родился 30 марта (11 апреля) 1893 года в городе Владимир.
В 1921 году окончил Московский институт инженеров транспорта. С момента выпуска до 1957 года преподавал в нём-же, в 1935 году стал профессором. С 1947 по 1951 профессор Академии железнодорожного транспорта.
Труды Николаева посвящены вопросам динамики паровозов, парораспределения, проектирования паровозов.
Умер в 1964 году. Похоронен на Введенском кладбище (23 уч.).